# دریاچه ازولکا
دریاچه ازولکا (به اسپانیایی: Lake Azulcocha) یک دریاچه در پرو است که در Junín Region, Jauja Province واقع شده‌است.